# Königreich Hedschas und Nadschd
Das Königreich Hedschas und Nadschd (arabisch مملكة الحجاز ونجد وملحقاتها) wurde von Abd al-Aziz ibn Saud als Doppelmonarchie regiert, nachdem das saudische Sultanat Nadschd im Jahr 1925 den Sieg über das Haschemitische Königreich Hedschas errungen hatte. Diese Herrschaft war die vierte Wiederaufnahme des dritten saudischen Staates. Im Jahr 1932 wurden die beiden Königreiche zu Saudi-Arabien vereinigt.

## Geschichte
Am 8. Januar 1926 erfolgte die Krönung von Abd al-Aziz ibn Saud, dem Sultan von Nadschd, zum König des Hedschas in der al-Harām-Moschee in Mekka. Am 29. Januar 1927 wurde Nadschd zum Königreich ernannt. Durch den Vertrag von Dschidda am 20. Mai 1927 erhielt das Doppelreich von Abd al-Aziz ibn Saud die Anerkennung des Vereinigten Königreichs Großbritannien und Nordirland und wurde als Königreich Hedschas und Nadschd bezeichnet.
In den folgenden fünf Jahren wurden die beiden Teile des Doppelreichs von Abdulaziz als getrennte Einheiten verwaltet. Am 23. September 1932 verkündete Abd al-Aziz ibn Saud die Vereinigung der wichtigsten saudischen Herrschaftsgebiete al-Hasa, al-Qatif, Nadschd und Hedschas zum Königreich Saudi-Arabien.

## Außenpolitik
Aufgrund enger Beziehungen zum Vereinigten Königreich konnte das Königreich Hedschas und Nadschd seine Expansionspolitik mithilfe britischer Waffenlieferungen fortsetzen. Unter König Abd al-Aziz ibn Saud trat Hedschas aus dem Völkerbund aus.
Die Union der Sozialistischen Sowjetrepubliken erkannte das Königreich Hedschas und Nadschd 1926 an, gefolgt von den Vereinigten Staaten von Amerika im Jahr 1931. Bis 1932 unterhielten das Vereinigte Königreich, die Dritte Französische Republik, die UdSSR, die Türkei, der Kaiserstaat Iran, das Königreich Italien und die Niederlande Gesandtschaften in Dschidda. Das Königreich Ägypten hatte inoffizielle konsularische Vertreter.

## Herrscher von Hedschas und Nadschd

### König von Hedschas und Nadschd (1926–1932)
| Name                 | Lebensdauer                                   | Beginn der Herrschaft | Ende der Herrschaft | Anmerkungen                                                       | Familie | Bild |
| -------------------- | --------------------------------------------- | --------------------- | ------------------- | ----------------------------------------------------------------- | ------- | ---- |
| Abd al-Aziz ibn Saud | 26. November 1876–9. November 1953 (76 Jahre) | 8. Januar 1926        | 22. September 1932  | Sohn von Abdul Rahman ibn Abdallah und Sara bint Ahmed al-Sudairi | Saud    |      |

### Vizekönig von Hedschas (1926–1932)
| Name                   | Lebensdauer                             | Beginn der Herrschaft | Ende der Herrschaft | Anmerkungen                                                      | Familie | Bild |
| ---------------------- | --------------------------------------- | --------------------- | ------------------- | ---------------------------------------------------------------- | ------- | ---- |
| Faisal ibn Abd al-Aziz | 14. April 1906–25. März 1975 (68 Jahre) | 8. Januar 1926        | 22. September 1932  | Sohn von Abd al-Aziz ibn Saud und Tarfa bint Abdullah Al Scheich | Saud    |      |

### Vizekönig von Nadschd (1926–1932)
| Name                 | Lebensdauer                                 | Beginn der Herrschaft | Ende der Herrschaft | Anmerkungen                                                    | Familie | Bild |
| -------------------- | ------------------------------------------- | --------------------- | ------------------- | -------------------------------------------------------------- | ------- | ---- |
| Saud ibn Abd al-Aziz | 15. Januar 1902–23. Februar 1969 (67 Jahre) | 8. Januar 1926        | 22. September 1932  | Sohn von Abd al-Aziz ibn Saud und Wadha bint Muhammad Al Urair | Saud    |      |